# Cratere Fabia
Fabia è un cratere sulla superficie di 4 Vesta.